# Sefer jetzira
Sefer Jetzirah (hebreiska, "Formandets bok", ספר יצירה) är judendomens äldsta bevarade esoteriska skrift. Den består huvudsakligen av spekulationer om hur det gick till när Gud skapade världen. Av hävd har man utpekat patriarken Abraham som författare, vilket visar hur högt man värdesatte boken under många hundra år. Riktigt så gammal är den nu inte, men dess existens är säkert belagd från 900-talet och framåt. Kanske har Sefer Jetzirah haft större inflytande på den fromma judiska lärdomskulturen än någon annan bok efter slutredigeringen av Talmud.
Boken introducerade läran om de tio sefirot som är grundföreställningen om världen och universum inom kabbalismen.